# Heinrich Eildermann
Arnold Heinrich Eildermann, auch Heinrich Eildermann und Heinrich Arnulf Eildermann (* 10. Dezember 1879 in Bremen; † 8. März 1955 in Dresden), war ein deutscher Lehrer, Autor und Gesellschaftswissenschaftler sowie ein Aktivist der Arbeiterbewegung. Er schrieb den Text zu der Hymne der Arbeiterjugendbewegung Dem Morgenrot entgegen.

## Leben
Eildermann war Sohn eines Arbeiters und besuchte ab dem Jahr 1894 in Anschluss an die Volksschule das Bremer Lehrerseminar, an dem er ab 1900 auch selbst als Lehrer wirkte. Er gehörte in den Anfangsjahren des 20. Jahrhunderts zu einer Gruppe Bremer Lehrer, die autoritäre Erziehungsmethoden und die nationalistische Zielsetzung der Schulbehörden ablehnte und sich für Schulreformen einsetzte. Er gründete den Verein junger Lehrer, einen Zusammenschluss der Vertreter des linken Flügels der Sozialdemokratie im „Bremer Lehrerverein“, und arbeitete dort u. a. mit Johann Knief zusammen. 1907 unterschrieb er als Vorstandsmitglied des Bremer Lehrervereins eine Eingabe an die Schulbehörde, in der es hieß: „Der Deutsche fühle sich normalerweise nicht mehr als Untertan, sondern als Staatsbürger.“ Im selben Jahr wurde er zusammen mit Knief und einigen anderen aktiven Lehrern aus dem Schuldienst entlassen, weil sie für die Abschaffung des Religionsunterrichts eintraten. Die Unterstützung der Bremer Lehrer für die Sozialdemokratie forcierte auch eine jahrelange und reichsweite politische Auseinandersetzung, die auch die Wiedereinstellung der Entlassenen zum Ziel hatte.
Ebenfalls im Jahr 1907 schrieb Eildermann den Text zu dem Lied Dem Morgenrot entgegen, das seinen Namen in den folgenden Jahrzehnten weltweit bekannt machte. Eildermann war inzwischen Mitglied der SPD, als sein Text als Lied der Jungen 1910 erstmals unter dem Pseudonym Heinrich Arnulf gedruckt veröffentlicht wurde. Es verbreitete sich, ebenfalls bekannt als Die junge Garde, schnell in Deutschland. 1922 wurde es übersetzt Hymne des Komsomol, der Jugendorganisation der KPdSU.
Weiterhin als Sozialdemokrat aktiv, wurde Eildermann im Anschluss an den Ersten Weltkrieg im Jahr 1919 Mitglied des Bildungsausschusses der Bremer Räterepublik und bald Mitglied der KPD. Nachdem 1924 gegen ihn wegen Hochverrats ermittelt, das Verfahren aber niedergeschlagen worden war, beendete Eildermann seine Tätigkeit als Lehrer und arbeitete weiter als Schriftsteller und Gesellschaftswissenschaftler. Noch 1927 unternahm er eine Reise in die Sowjetunion. In der Zeit des Nationalsozialismus wurde er 1937/38 zweimal in Schutzhaft genommen. 
Nach Kriegsende wurde Eildermann Lehrbeauftragter für Soziologie an der im Wiederaufbau befindlichen Technischen Universität Dresden und wurde Mitglied der SED. 
Sein Buch Urkommunismus und Urreligion von 1921 wurde in der Westberliner antiautoritären Bewegung der 1960er Jahre raubgedruckt.